# République - Beaux-Arts (métro de Lille)
République - Beaux-Arts est une station de métro française de la ligne 1 du métro de Lille. Située place de la République à Lille, la station permet de se rendre à la préfecture et au palais des Beaux-Arts.
Inaugurée le 25 avril 1983, elle s'appelle d'abord « République » avant de prendre le nom « République - Beaux-Arts » en 1997.

## Situation
La station République - Beaux-Arts se trouve dans le quartier de Lille-Centre. Elle se situe en dessous de la place de la République et du boulevard de la Liberté.
Elle est située sur la ligne 1 entre les stations Rihour et Gambetta à Lille.

## Histoire
La station est inaugurée le jour du passage de François Mitterrand, le 25 avril 1983 sous l’appellation République. À la suite de la réouverture du palais des Beaux-Arts en 1997, le nom de la station a été modifié pour devenir République - Beaux-Arts.
Ses quais vont être allongés pour atteindre 52 mètres afin d'accueillir des rames de quatre voitures et ces travaux devraient s'achever en 2023.

## Service aux voyageurs

### Accueil et accès
Les voies sont protégées par des portes palières. La station est accessible aux personnes à mobilité réduite grâce aux ascenseurs. République - Beaux-Arts est bâtie sur trois niveaux souterrains, bénéficiant de plusieurs accès et de deux ascenseurs en surface :
- niveau -1 : vente et compostage des billets, point Ilévia pour les cartes d'abonnement ;
- niveau -2 : niveau intermédiaire placé sous le forum permettant de choisir la direction du trajet ;
- niveau -3 : accès à la ligne 1, voies centrales et quais opposés.

La station dispose d'une première sortie débouchant sur la place Richebé, la deuxième sur la place de la République, une troisième directement rue Léon Gambetta. Deux autres accès permettent de rejoindre directement le palais des Beaux-Arts.

### Intermodalité

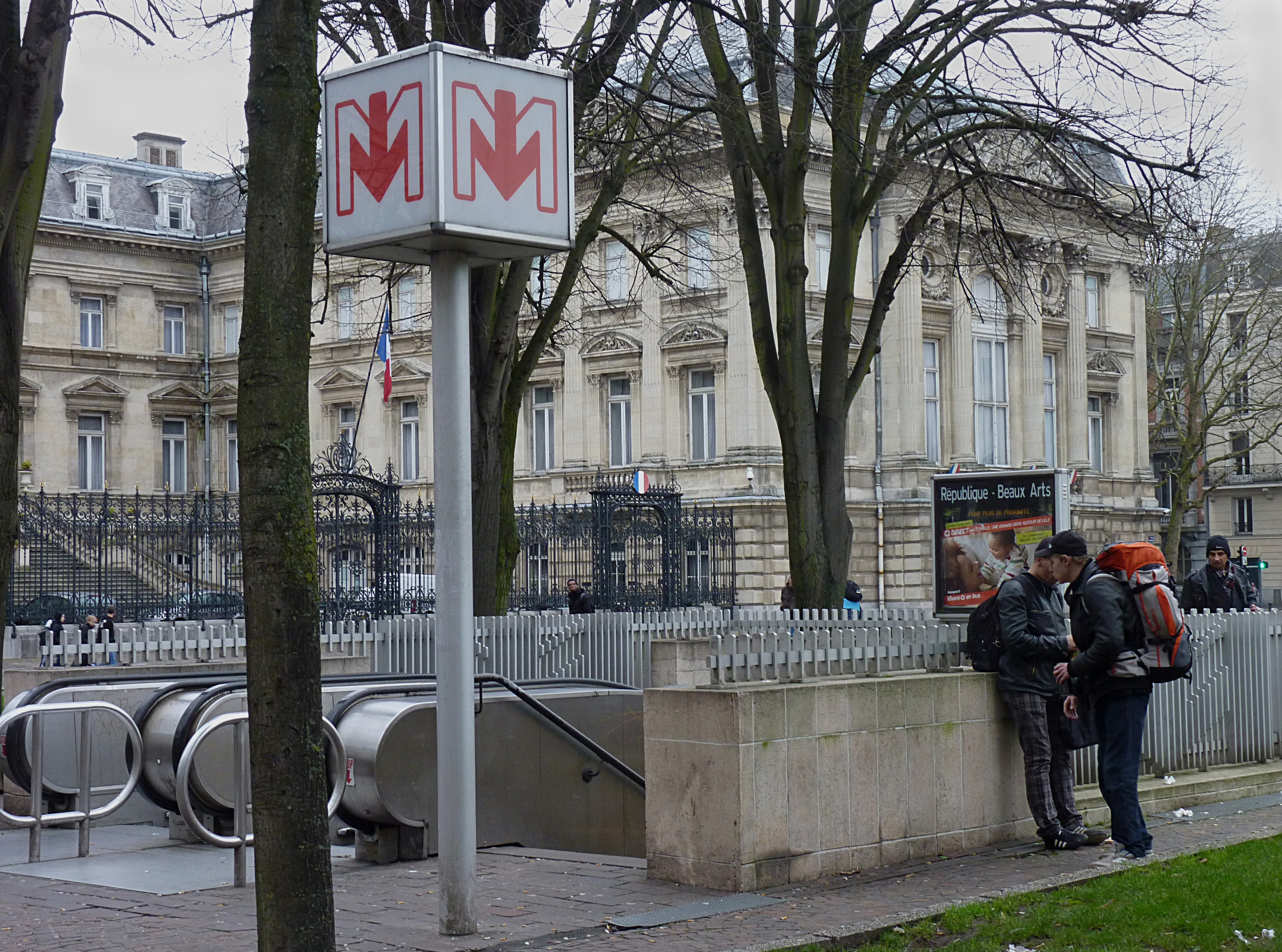
Entrée de la station, à l'arrière-plan, la préfecture

Deux stations V'Lille sont situées à proximité de la station.
La station est desservie par les lignes L1, L5, 14, 18, Citadine de Lille et N1 du réseau Ilévia.

## L'art dans la station
Son architecture remarquable a remodelé une partie de la place de la République. En effet, une sorte de forum creusée dans la place, surnommé « le cratère », apporte la lumière naturelle à la station. Gilles Neveux, l'architecte de cette station, a essayé de reproduire le style néoclassique des bâtiments environnants. Ce qui lui a fait plutôt choisir la pierre apparente plutôt que la brique rouge.
L'intérieur de la station rend hommage au musée des beaux-arts en offrant des reproductions d'œuvres des Beaux-Arts, une sculpture originale d'Armand Debève intitulée Les Muses, et également Spartacus de Foyatier, L'Automne et Le Printemps de Carrier-Belleuse. Elle bénéficie en outre de murs traités façon miroir en certains points et d'une voûte qui repose sur une enfilade d'arcature de pierre dépareillés.
En 2021, elle est la première station à être modernisée par une mise en lumière.

## À proximité
- Le palais des Beaux-Arts de Lille
- La préfecture du Nord
- Le lycée Fénelon
- L'ESJ Lille
- Sciences Po Lille
- L'ISEG Business & Finance School
- Synagogue de Lille
- Le Théâtre Sébastopol
- La Médiathèque Jean-Lévy
- La Rue Solférino (Lille)